# Sebastian Aldén
Carl Sebastian Jörgen Aldén, född den 7 november 1985 i Västerfärnebo, är en svensk speedwayförare som kör för Masarna (Sverige), Griparna Speedway (Sverige), Berwick Bandits (England), och Swindon Robins (England)
Aldén är född i Västerås , uppvuxen i Hedåker och bor numera i Hedåker. Han har även representerat Lejonen, Dackarna, Elit Vetlanda och Valsarna i svensk seriespeedway.

## Team
| Namn                    | Nat     | Yrkestitel          |
| Sebastian Aldén         | Sverige | Förare              |
| Hans-Olov "Hansa" Aldén | Sverige | Teknisk koordinator |
| Robert Flis             | Polen   | Mekaniker           |
| Thomas Davidsson        | Sverige | Hjälpmekaniker      |
| Kenneth Anderäng        | Sverige | Marknadskoordinator |

## Meriter
- Guld lag-SM 2007
- 5:a SM individuellt 2007
- 2:a junior-SM 2006
- Nordisk juniormästare 2003
- Guld 2007 lag-SM
- Silver 2006 junior lag-VM
- Silver 2005 lag-SM